# Areoscelidy
Areoscelidy (Araeoscelidia syn. Araeoscelida) – rząd wymarłych gadów (diapsydy), kształtem przypominających jaszczurki. Żyły około 300-260 milionów lat temu od późnego karbonu do środkowego permu. Są uważane za takson siostrzany do wszystkich innych diapsydów..
Areoscelidy były małymi (do 40 do 60 cm długości) gadami z długą szyją i cienkimi nogami przystosowanymi do biegu. Żywiły się prawdopodobnie owadami i innymi bezkręgowcami. Najstarszym przedstawicielem tego rzędu jest petrolakozaur uważany za pierwszego diapsyda.

## Systematyka
- Spinoaequalis deBraga & Reisz, 1995 ?
  - Spinoaequalis schultzei deBraga & Reisz, 1995 (gatunek typowy)
- ? Dictybolus
  - Dictybolus tener
- Araeoscelidae (rodzina typowa)
  - Araeoscelis
  - Kadaliosaurus ?
  - Zarcasaurus
- Petrolacosauridae Peabody, 1952
  - Petrolacosaurus Lane, 1945 (syn. Podargosaurus) (rodzaj typowy)
    - Petrolacosaurus kansensis Lane, 1945 (syn. Podargosaurus hibbardi) (gatunek typowy)